# Rossinière
Rossinière är en ort och  kommun i distriktet Riviera-Pays-d'Enhaut i kantonen Vaud, Schweiz. Kommunen har 528 invånare (2023).
Orten ligger i Alperna, ovanför vattenmagasinet Lac de Vernex i floden Saanes dalgång, väster om Château-d'Œx.
Till kommunen hör även byn La Tine vid en tidigare svårpasserad kanjon som förbinder dalen med Montbovon i Gruyère.  

## Kommunikationer
Byn ligger vid huvudvägen mellan Bulle och Château-d'Œx. Dessutom finns station vid den meterspåriga järnvägen Montreux-Zweisimmen (MOB).

## Historia
Byn omnämns år 1155 som "La Ransonery". Under medeltiden tillhörde byn grevskapet Gruyère, åren 1555-1798 Bern.

## Sevärdheter

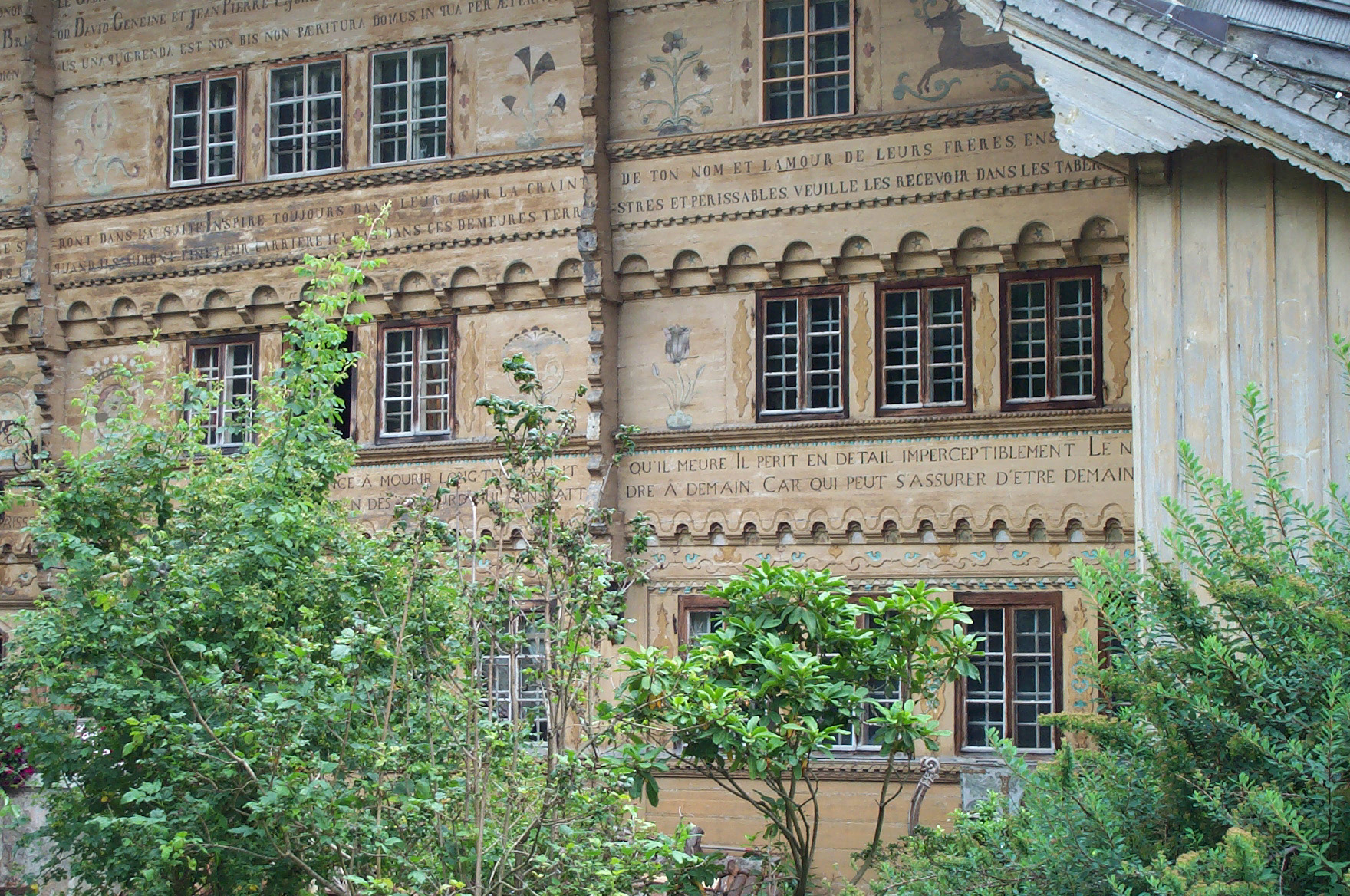
Dekor på Grand Chalet

- Det finns flera äldre träbyggnader, bland annat Grand Chalet, ett stort hus från 1750-talet där målaren Balthus bodde från 1976 till 2001.
- Kapellet Marie-Madeleine omnämns år 1316. Sedan dess har det byggts ut och renoverats.